# Edifici Fàbrica de Gas
L'Edifici Fàbrica de Gas és un edifici del municipi de Figueres (Alt Empordà) protegit com a bé cultural d'interès local.

## Descripció
Està situat a prop de l'escorxador, una zona d'important activitat. Es tracta d'un edifici entre mitgeres amb una porta d'accés amb arc de mig punt cec amb pilastres que arrenquen d'un encoixinat i que arriben a una cornisa a sobre de la qual descansa un frontó. A cada costat de la porta dos cossos homogenis amb dos pisos cadascun. El primer amb finestres quadrades sense decoració. Una motllura separa els dos pisos. El segon pis té una finestra triple separada per una motllura quadrada.